# 紀元前277年
紀元前277年（きげんぜん277ねん）は、ローマ暦の年である。
当時は、「プブリウス・コルネリウス・ルフィヌスとガイウス・ユニウス・ブブルクス・ブルトゥスが共和政ローマ執政官に就任した年」として知られていた（もしくは、それほど使われてはいないが、ローマ建国紀元477年）。紀年法として西暦（キリスト紀元）がヨーロッパで広く普及した中世時代初期以降、この年は紀元前277年と表記されるのが一般的となった。

## 他の紀年法
- 干支 : 甲申
- 日本
  - 皇紀384年
  - 孝霊天皇14年
- 中国
  - 周 - 赧王38年
  - 秦 - 昭襄王30年
  - 楚 - 頃襄王22年
  - 斉 - 襄王7年
  - 燕 - 恵王2年
  - 趙 - 恵文王22年
  - 魏 - 昭王19年
  - 韓 - 釐王19年
- 朝鮮
  - 檀紀2057年
- ベトナム :
- 仏滅紀元 : 268年
- ユダヤ暦 :

## できごと

### ギリシア
- アンティゴノス2世は、ダーダネルス海峡を横断し、トラキアでガラティア人を撃退した。この戦いの後、彼はマケドニア人の王として知られるようになった。

### シチリア
- ピュロスは、シチリアで最も強固なカルタゴの砦であるエリュクスを占領した。これにより、シチリア内のカルタゴの他の都市もピュロス側についた。

### 中国
- 秦の白起が巫と黔中を平定し、初めて黔中郡が置かれた。

## 死去
- ソステネス (マケドニア王)
- 昭王 - 魏の王